# سبط (سرده)
سبط (نام علمی: Stipagrostis) نام یک سرده از تیره گندمیان است.